# 迎泽街道 (准格尔旗)
迎泽街道，是中华人民共和国内蒙古自治区鄂尔多斯市准格尔旗下辖的一个乡镇级行政单位。

## 行政区划
迎泽街道下辖以下地区：
曙光社区和巴汉图村。